# Balão (revista)
Balão foi uma revista brasileira independente de histórias em quadrinhos publicada entre 1972 e 1975. Fundada pelos cartunistas Luiz Gê e Laerte Coutinho, à época estudantes da Universidade de São Paulo, a revista durou nove edições e foi uma das pioneiras do quadrinho underground brasileiro. A Balão publicou histórias de quadrinistas como Angeli, Paulo e Chico Caruso, Flávio Del Carlo,  Guido Stolfi (Gus), Roberto Angelo Sian, Lucia Coutinho, Ignacio Zatz e Xalberto, entre outros.

## História
A Balão foi publicada pela primeira vez em novembro de 1972 , no contexto da ditadura militar brasileira. Idealizada por Gê, que cursava arquitetura na FAU-USP, e Laerte, estudante de comunicação da ECA, como uma publicação inspirada em revistas como Bondinho e nos quadrinhos independentes dos Estados Unidos e Europa.
A tiragem da revista era pequena, chegando somente a mil exemplares, que circulavam entre os estudantes da universidade,vendidos pelos próprios artistas ou consignados em livrarias.